# Burg (Sassonia-Anhalt)
Burg è una città della Sassonia-Anhalt, in Germania.
È il capoluogo, e il centro maggiore, del circondario (Landkreis) di Jerichower Land (targa JL).

## Geografia antropica

### Suddivisioni amministrative
Möckern si divide in 7 zone, corrispondenti all'area urbana e a 6 frazioni (Ortschaft):
- Burg (area urbana)
- Detershagen
- Ihleburg
- Niegripp
- Parchau
- Reesen
- Schartau

## Amministrazione

### Gemellaggi
Burg è gemellata con:
- Gummersbach, dal 1990
- Tira, dal 2001
- La Roche-sur-Yon, dal 2005
- Afando